# مانتگامری (آلاباما)
مونتگُمِری (به انگلیسی: Montgomery) مرکز ایالت، دومین شهر پرجمعیت و چهارمین کلان‌شهر پرجمعیت واقع در ایالت آلاباما از ایالت‌های جنوبی آمریکا است.
جمعیت این شهر بر پایه آخرین سرشماری در سال ۲۰۰۰، برابر با ۲۰۱٬۵۶۸ نفر بوده است.
این شهر در مرکز آلاباما، در ساحل رودخانه آلاباما واقع شده است. مونتگمری به عنوان یک مرکز مهم تاریخی و فرهنگی در جنوب آمریکا شناخته می‌شود و نقش برجسته‌ای در جنبش حقوق مدنی آمریکایی داشته است.

## تاریخچه
این شهر در سال ۱۸۱۹ از به هم پیوستن دو شهر کوچک در امتداد رودخانه آلاباما به وجود آمد و در سال ۱۸۴۶ مرکز ایالت گردید. مونتگمری پس از آن به سرعت به یک مرکز مهم تجاری و سیاسی تبدیل شد. در طول جنگ داخلی آمریکا، این شهر به عنوان اولین پایتخت ایالات مؤتلفه آمریکا خدمت می‌کرد. در دهه ۱۹۵۰ و ۱۹۶۰، مونتگمری به کانون مبارزه برای حقوق مدنی تبدیل شد و رویدادهایی مانند تحریم اتوبوس‌های مونتگمری به رهبری رزا پارکس و راهپیمایی‌های سلما به مونتگمری به رهبری مارتین لوتر کینگ جونیور در این شهر رخ دادند.

## جاذبه‌های گردشگری
- موزه رزا پارکس: این موزه به زندگی و فعالیت‌های رزا پارکس، فعال حقوق مدنی که به خاطر امتناع از دادن صندلی خود به یک مرد سفیدپوست در اتوبوس در سال ۱۹۵۵ مشهور شد، اختصاص دارد.
- کلیسای باپتیست خیابان دکستر: این کلیسا محل خدمت مارتین لوتر کینگ جونیور در طول جنبش حقوق مدنی بود.
- کاپیتول ایالت آلاباما: این ساختمان تاریخی محل استقرار دولت ایالتی آلاباما است.
- موزه یادبود صلح و عدالت: این موزه به تاریخ لینچ کردن و نژادپرستی در آمریکا می‌پردازد.

## اقتصاد
اقتصاد مونتگمری بر پایه دولت، مراقبت‌های بهداشتی، آموزش، تولید و گردشگری استوار است. این شهر دارای چندین دانشگاه و کالج است و یک مرکز مهم پزشکی در منطقه محسوب می‌شود.

## فرهنگ
مونتگمری دارای میراث فرهنگی غنی است که تحت تأثیر تاریخ، موسیقی و آشپزی جنوب آمریکا قرار گرفته است. این شهر میزبان جشنواره‌ها و رویدادهای فرهنگی متعددی در طول سال است.

## مراکز
- کاپیتول ایالت آلاباما